# شهرستان آکان، هوکایدو

شهرستان آکان، هوکایدو (به ژاپنی: 阿寒郡 Akan-gun) یکی از شهرستان‌های ژاپن است که در استان هوکایدو در ژاپن واقع شده است.